# Billy Kerr
William „Billy” Kerr (ur. 26 lutego 1945 w Ballymenie, zm. 14 sierpnia 2012 tamże) – irlandzki kolarz szosowy. Olimpijczyk z Moskwy 1980, gdzie na zawodach kolarskich na szosie roku zajął 41. miejsce w wyścigu indywidualnym.
Zajął 84. miejsce w mistrzostwach świata w 1978 roku.
Zajął czwarte miejsce na igrzyskach Wspólnoty Narodów w 1982 i 22. miejsce w 1978 roku.
Wygrał klasyfikację końcową Rás Tailteann w 1980. Pierwszy na Tour of Ireland w 1982; drugi w 1977 i 1978; trzeci w 1981. Dziewiąte miejsce w Tour of Britain w 1978. Pierwszy w Tour of Ulster w 1981 i 1983. Trzeci w Tour of Armagh w 1977 roku.